# Principia Mathematica

Principia Mathematica

O Principia Mathematica (tradução livre do latim: Princípios Matemáticos) é uma obra de três volumes sobre fundamentos da matemática, escrita por Alfred North Whitehead e seu aluno Bertrand Russell e publicada nos anos de 1910, 1912 e 1913. Em 1927, foram acrescentados uma Introdução à Segunda Edição, um Apêndice A (que substituiu o ✸9) e um novo Apêndice C.
O Principia é considerado pelos especialistas como um dos mais importantes trabalhos sobre a interdisciplinaridade entre matemática, lógica e filosofia, com dimensão comparável ao Organon de Aristoteles. Permanece até hoje considerado um dos mais importantes livros em filosofia da matemática escritos em toda a História. A Modern Library (editora estadunidense que divulga classificações de importância) colocou-o no 23º de uma lista dos cem mais importantes livros em inglês de não ficção do século XX.

Sua iniciativa consistiu em tentar concluir todas as verdades matemáticas baseando-se num rol extremamente bem definido de axiomas e regras de dedução, usando uma linguagem lógico-simbólica própria.

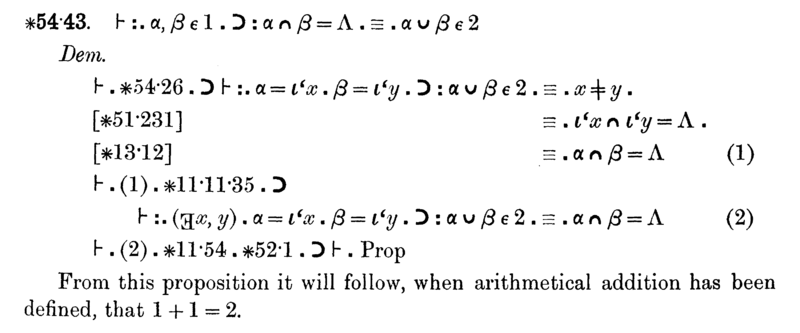
Trecho do livro com uma proposição que será usada na prova de "1+1=2" — Volume I, primeira edição, página 379.

## Motivação, história e consequências
Uma das motivações iniciais do Principia foi um trabalho anterior de Frege, que levava a paradoxos que vieram a ser desvendados por Russell. Um desses paradoxos tratava de uma pergunta sobre o conjunto dos conjuntos que não pertencem a si própriosː este conjunto, tal como definido, pertenceria a si próprio? A resposta afirmativa levaria à negativa e vice-versa. Os paradoxos de Frege viriam a ser sanados com a elaboração da teoria dos tipos lógicos: um conjunto de elementos é diferente de cada um de seus elementos (ou, alternativamente, "um conjunto não é um elemento, um elemento não é um conjunto"). Assim, não se pode conceber que um conjunto pertença a si próprio.
O Paradoxo de Russell fora apresentado em 1903 no seu livro The Principles of Mathematics [en] (que significa "Os princípios da matemática", em inglês). Neste mesmo livro, Russell também apresenta a tese de identidade entre lógica e matemática.[carece de fontes?]
Uma forma didática que Russell apresenta para o paradoxo é o paradoxo do barbeiro. Nesta versão, supõe-se a existência de um barbeiro que faz a barba de todos os homens de uma cidade que não barbeiam a si próprios, sendo todos eles barbeados, de uma forma ou de outra (por si próprios ou pelo barbeiro). Ao perguntarmos quem barbeia o barbeiro, chega-se a um paradoxo. O barbeiro deve ser barbeado por si próprio ou pelo barbeiro (que são a mesma pessoa). No entanto, nenhuma das respostas é válida, porque o barbeiro só barbeia os que não se barbeiam; e ele próprio - o barbeiro - não está incluído entre essas pessoas.

Posteriormente, o Principia teve sua abrangência ampliada para ser um compêndio de lógica matemática e filosofia matemática.
Whitehead tinha a ideia inicial de concluir os livros em um ano, contudo, o projeto se estendeu por 10 anos. A obra ainda causou prejuízo inicial de seiscentas libras, trezentas das quais foram pagas pela Universidade de Cambridge e duzentas pela Royal Society. Whitehead e Russell completaram a dívida com cinquenta libras cada. Entretanto, apesar do prejuízo, atualmente o Principia pode ser encontrado em praticamente todas as bibliotecas de universidades.
- "Tal como acontece com a teoria da Relatividade de Einstein, afirma-se que Principia Mathematica só foi compreendida por um número muito limitado de pessoas. Russell, numa carta a duas senhoras que lhe escreveram a dizer o quanto tinham apreciado o livro, declarou peremptoriamente: Não acredito que tenham lido Principia Mathematica. Até agora só tive conhecimento de seis pessoas que o leram todo, três polacos que foram mortos por Hitler, e três americanos do Texas que foram absorvidos por osmose e se diluíram na grande massa do povo (...) Da mesma forma que Russell queria usar a lógica para esclarecer conceitos da Matemática, também queria usá-la para esclarecer conceitos em Filosofia. Como um dos fundadores da filosofia analítica, Russell é lembrado pelo trabalho em que usa a lógica de primeira ordem e por seu empenho na importância da forma lógica para a resolução de muitos problemas filosóficos. Aqui, tal como na Matemática, a sua esperança era que aplicando maquinaria lógica, pudéssemos ser capazes de resolver grandes dificuldades".[8]

A obra teve consequências de grande importância na ciência, pensamento e tecnologias, entre as quais se destacam:
- Uma nova forma de relacionar a lógica matemática com as ciências naturais.[9]
- Atuação, com sua notação de linguagem, como precursor da ciência da computação ou tecnologia da informação.[10]
- Apressar o desenvolvimento da lógica matemática e isolá-la de discussões entre correntes filosóficas.[11]

## Introdução à Filosofia da Matemática
Em 1919, durante o final do projeto, Russell publicou um livro de divulgação científica, escrito em parte para expor, numa abordagem menos técnica, para leigos, as principais ideias do Principia. Trata dos conceitos como conjunto e número segundo a escola logicista liderada por Whietehead e Russell.

## Abrangência, subdivisões e construção inicial da teoria

### Divisão Maior
O Principia abarca a teoria dos conjuntos, os números cardinais, números ordinais e os números reais. Teoremas mais avançados da análise real não foram incluídos. Um quarto volume com fundamentos da geometria foi planejado e até mesmo iniciado, mas abortado por causas ainda não totalmente elucidadas, que podem incluir a exaustão intelectual dos autores, dificuldades técnicas e eventuais problemas na relação entre os autores.

### Versão Resumida

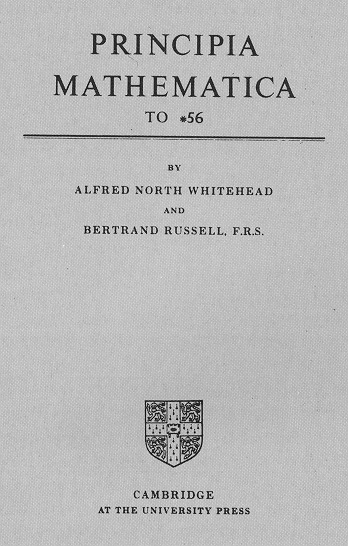
Página de rosto da versão resumida de Principia Mathematica to *56.

A edição que vai até o item 56, publicada em primeira edição, pela mesma editora, em 1910 e, em segunda edição, em 1927, com dezenas de tiragens, consiste num extrato da parte mais textual e inicial do compêndio, com vistas a uma divulgação científica intermediária entre a obra completa e a Introdução à Filosofia da Matemática, de Russell.
Esta edição apresenta as seguintes seções:
- Teoria da dedução
- Teoria das variáveis aparentes
- Classes e relações
- Lógica das relações
- Produtos e somas de classes
- Introdução à aritmética cardinal - classes unitárias e pares

### Proposta
O prefácio da versão resumida inicia-se com a proposta da obra: "O tratamento matemático dos princípios da matemática, o qual é objeto do presente trabalho, foi erguido pela junção de dois diferentes estudos, ambos na atual modernidade. De um lado, temos o trabalho de analistas e geômetras, em formular e sistematizar seus axiomas, e o trabalho de Cantor em assuntos tais como a teoria dos agregados. De outro lado, temos a lógica simbólica, a qual, após um período de desenvolvimento, hoje, graças a Peano e seus seguidores, já adquiriu adaptabilidade técnica e abrangência que são essenciais a um instrumento que lide com o que tenha até agora sido considerado o início da matemática (...)"

## A construção da teoria doPrincipia

### Valores-verdade
O Principia procura construir os conceitos e afirmações segundo a ideia de uma teoria formalista pura, segundo a qual, inicialmente, são criadas as proposições primitivas, juntamente com as noções de verdade e falsidade. Uma teoria elaborada com base nesta metodologia não deve, segundo o raciocínio desta, definir, de início, essas noções, ou seja, os símbolos "por si mesmos" são arbitrários e desconhecidos. Apenas após a teoria especificar como os símbolos se comportam de acordo com uma determinada gramática, se pode interpretar o significado dos símbolos e fórmulas primitivos, a partir dos quais se pode construir os conceitos mais avançados por atribuição de valores, ou seja, algo como "isto significa aquilo".

### A teoria formalística atual
A seguinte teoria formalística é apresentada, segundo as fontes de pesquisa, em contraste à simbologia do Principia:
- Símbolos usados: Este é o conjunto inicial e outros símbolos podem aparecer, mas apenas por "definição" a partir dos símbolos iniciais. Um conjunto inicial deve ser o seguinte, obtido através de Kleene, 1952: implicação, e, ou, não, "para todo", "existe", igual, soma, multiplicação, sucessão, zero, variáveis e parênteses.[nota 1]
- Sequências de símbolos: A teoria deve construir sequências daqueles símbolos por concatenação (justaposição).[15]
- Regras de formação: A teoria especifica regras de sintaxe ou gramática, como definição recursiva que começa com o zero e especifica como construir sequências aceitáveis de "fórmulas bem construídas"[16] Esta regra inclui a substituição.[nota 2] de sequências de símbolos chamados "variáveis" (como contraposição à noção de símbolos que representam tipos)
- Regras de transformação: Os axiomas que especificam o comportamento dos símbolos e sequências de símbolos.
- Regra de dedução: A regra que determina que a teoria "deduza" uma "conclusão" a partir de uma "premissa".

## Consistência e críticas
De acordo com a obra "Fundamentos Lógicos da Matemática", de Carnap, Russell objetivava uma obra que tivesse completude na relação entre as verdades deduzidas e as premissas. Entretanto, O Principia teve de incluir, além dos axiomas básicos da teoria dos tipos, três axiomas adicionais que não são intuitivos, a saber, o axioma da infinidade, o axioma da escolha, e o axioma da redutibilidade. Frank P. Ramsey, baseando-se nesta extensão, tentou argumentar que isto seria desnecessário, mas tais argumentos não foram confirmados conclusivamente em obras posteriores.
Além da questão dos axiomas como verdades lógicas, as seguintes questões ainda foram objeto de controvérsia, neste rápido debate. Em primeiro, se uma contradição poderia ser concluída a partir dos axiomas do Principia (a questão da inconsistência); em segundo, se existe uma proposição matemática que não pode ser provada e nem sua negativa pode ser provada (a questão da completude).

### Gödel 1930, 1931
In 1930, o teorema da completude de Gödel mostrou que a lógica proposicional é completa num sentido mais fraco— ou seja, qualquer afirmação não provável a partir de um dado conjunto de axiomas deve realmente ser falsa de acordo com a teoria dos modelos dos axiomas. Entretanto, este não é o mais pleno senso de completude desejado pelo Principia, já que um dado sistema de axiomas (como os do Principia) pode ter mais de um modelo, em algum dos quais uma afirmação pode ser verdadeira e, no outro modelo, falsa, de modo que a afirmação é tida como não decidida por axiomas.
O teorema da completude de Gödel levou foco a duas inesperadas questões a ele relacionadas. O segundo teorema da incompletude de Gödel mostrou que o Principia não pode ser ao mesmo tempo consistente e completo. De acordo com o teorema, para cada sistema lógico suficientemente forte, existe uma proposição que não pode ser provada. Este teorema mostra que nenhum sistema formal, estendendo a aritmética básica, pode ser usado para provar sua própria consistência.

### Wittgenstein 1919, 1939
Por ocasião da segunda edição do Principia, Russell eliminou seu "axioma da redutibilidade" a um novo axioma, embora isto não fique claro na edição. Gödel,1944:126 o descreve assim: "Esta mudança conectou a ideia de que funções podem ocorrer em proposições apenas através de seus valores" (principia, Segunda Edição p. 401, Apêndice C). Esta nova proposta resultou em um terrível resultado, a ideia de que uma lista infinita não pode ser especificada significa que o conceito de "número" no sentido infinito (ou seja, a hipótese do continuum) não pode ser descrita pela teoria proposta na segunda edição do Principia. Wittgenstein, no seu "Lectures on the Foundations of Mathematics, Cambridge, 1939", criticou o Principia em vários níveis, como estes dois raciocínios seguintes. Em primeiro, pretende-se revelar as bases da aritmética. Entretanto, nossa aritmética "prática", que inclui noções como "contagem", discrepa das bases supostamente constantes no Principia. Esta discrepância, segundo este autor, deve ser tratada como um erro na abordagem do Principia e não na visão intuitiva, que seria a "fundamental". Em segundo, os métodos de cálculo esposados só podem ser usados na prática com números muito pequenos. Para calcular com grandes números, como por exemplo, bilhões, as fórmulas tornar-se-iam muito longas e algum método de redução deveria ser usado e basear-se em técnicas do "dia-a-dia", como a contagem ou métodos como a indução, que o autor citado considera "não fundamental".

### Gödel 1944
No seu "Russell's mathematical logic", 1944, Gödel Faz uma "discussão crítica porém simpática sobre a ordem lógica das ideias":
"Não deve ser obliterado que a primeira apresentação completa da lógica matemática e a derivação da matemática a partir daquela é deficiente na precisão formal dos fundamentos (contidos no Principia *1- *21), representando um passo atrás de Frege. O que falta, sobretudo, é um tratamento preciso da sintaxe do formalismo. Considerações sintáticas são omitidas até mesmo em casos nos quais estas são necessárias para a aceitação da verdade das provas. (...) O assunto e especialmente duvidoso no que tange à regra de substituição e na troca dos símbolos definidos pelos seus definidores (...) É principalmente a regra de substituição o que deve ser provado".)